# Toyota LiteAce
Dieser Artikel wurde auf der  Qualitätssicherungsseite des Portals Auto und Motorrad eingetragen. 
Bitte hilf mit, ihn zu verbessern, und beteilige dich an der Diskussion. (+)

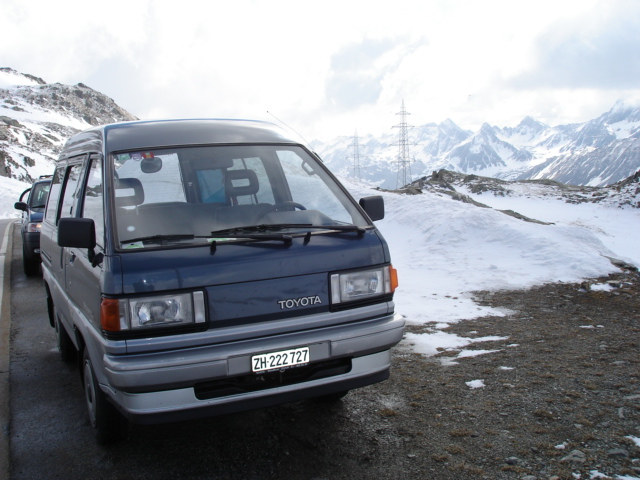
Toyota Liteace DX

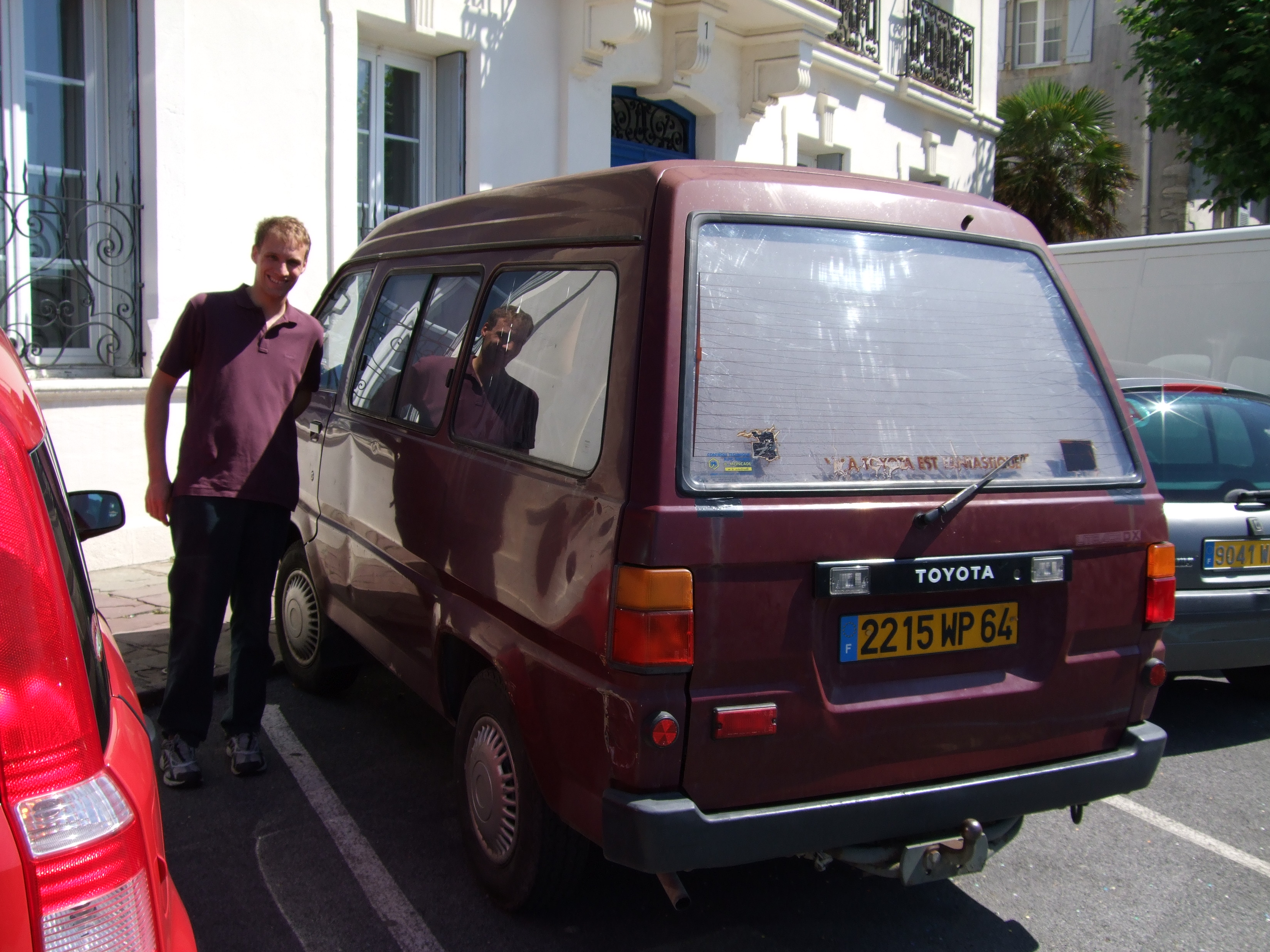
Toyota Liteace

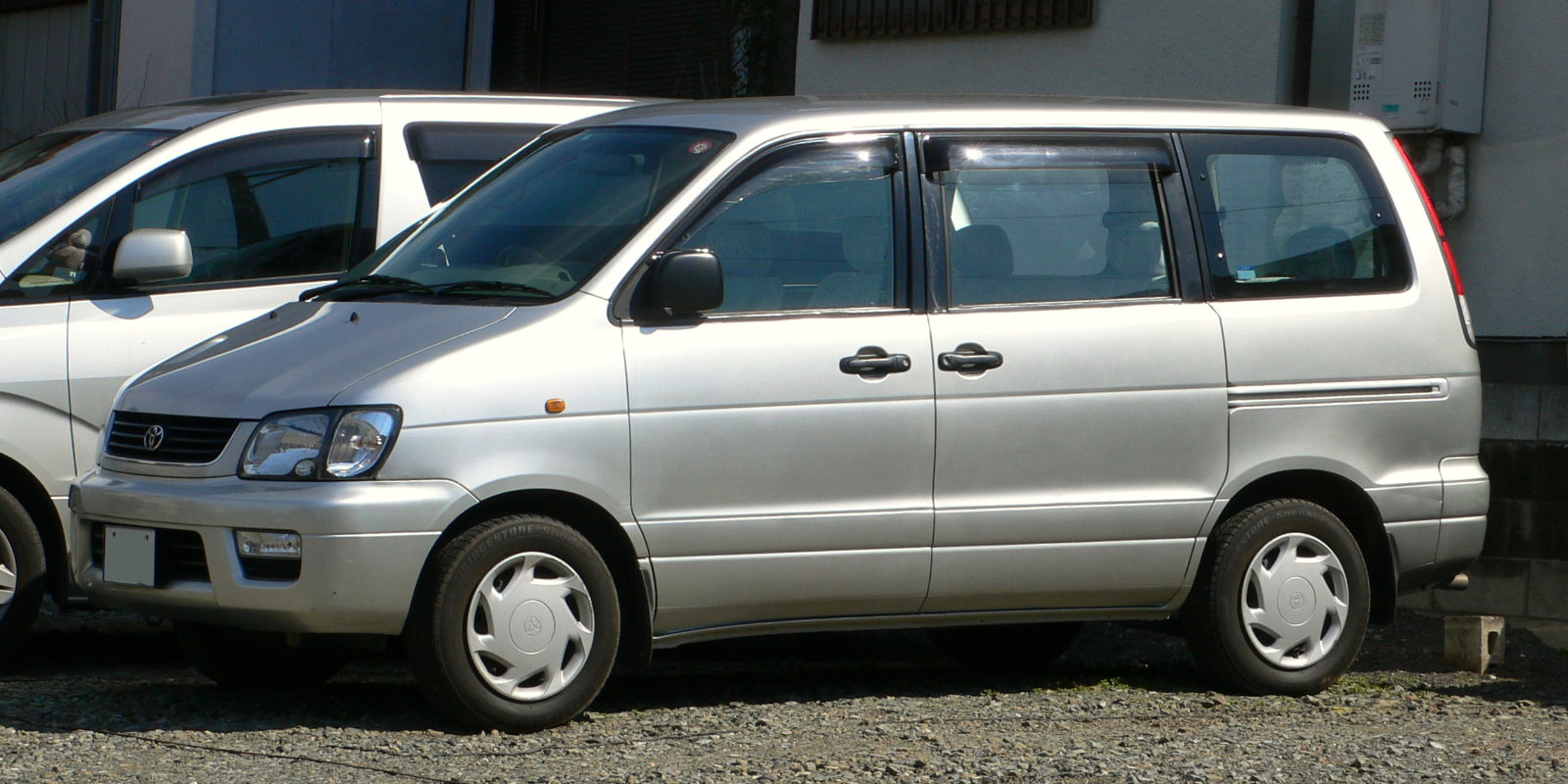
Toyota Liteace 1998–2001 (nicht in Europa angeboten)

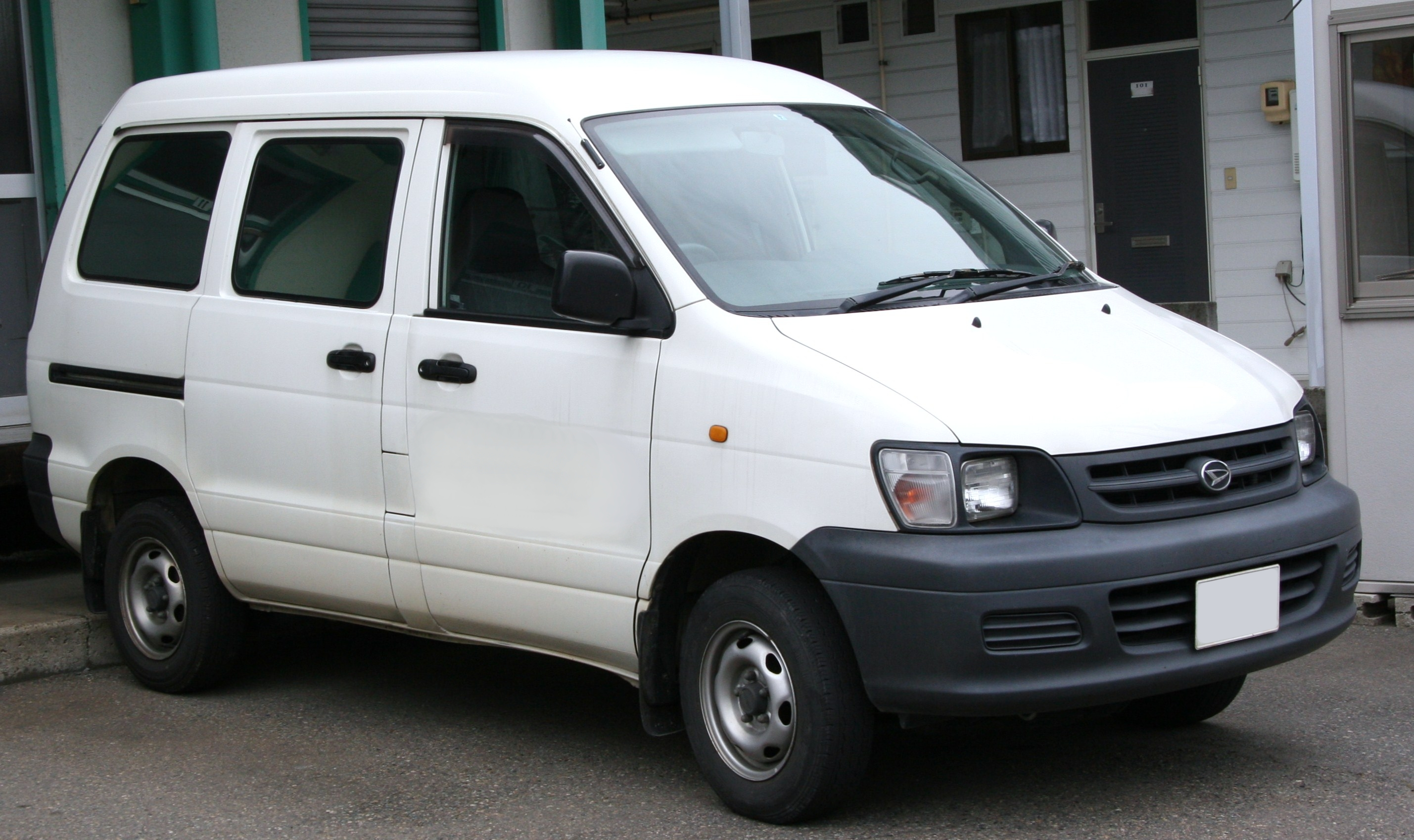
Daihatsu Derutaban/ Delta Van

Der Toyota LiteAce ist ein Kleintransporter von Toyota. Er wurde in verschiedenen Karosserievarianten gebaut: Pritschenwagen, Kastenwagen und Kleinbus mit Platz für bis zu acht Personen. Von 1971 bis 1982 wurden die LKW- und Kastenwagenversionen auch als Daihatsu Delta 750 produziert. Seit 1996 heißt das Modell Daihatsu Derutaban oder Daihatsu Delta Wagon.
Angetrieben wurde der LiteAce von Otto- oder Dieselmotoren von 1,3 bis 2,2 Litern Hubraum. Es waren Motoren mit einer seitlichen Nockenwelle mit Steuerkette der K-Serie (3K bis 5K-C, mit Vergasern), Motoren der Y-Serie (Ottomotoren mit 2 bis 2,2 Liter Hubraum, Vergaser oder Mehrpunkt-Saugrohreinspritzung, Nockenwelle über Rollenkette angetrieben) sowie Motoren der C-Serie (Wirbelkammer-Dieselmotoren mit Verteilereinspritzpumpe (Lizenz Bosch), Nockenwellenantrieb mit Zahnriemen, mit und ohne Turbo). Fahrzeuge mit Motoren der Y-Serie entsprachen technisch dem Toyota Model F. Sie wurden auch mit zuschaltbarem Allradantrieb oder mit Automatikgetriebe A43 von Aisin-Warner angeboten.
Die Handschaltgetriebe hatten vier, später fünf Gänge, je nach Sitzanordnung vorne (zwei oder drei Sitze in der ersten Reihe) mit Stock- oder Lenkradschaltung. Die Kupplung war hydraulisch betätigt.
Fahrzeugmodelle für Gütertransport (Heavy-Duty) hatten eine starre Hinterachse mit halbelliptischen Blattfedern. Mit dieser Konstruktion war eine höhere Nutzlast möglich. Die Personenwagen-Modelle hatten Schraubenfedern, die Starrachse war mit vier Längslenkern und Panhardstab geführt.
Das Zweikreisbremssystem war so angeordnet, dass auch bei Ausfall eines Bremskreises die Bremswirkung an beiden Vorderrädern sichergestellt war. Die Bremsschläuche und Bremskolben der Vorderachse waren doppelt geführt, ein Bremskreis versorgte außerdem lastabhängig die Bremsen der Hinterachse.
Vorzüge des Toyota Liteace waren die robuste und anspruchslose Technik und der trotz kompakten Außenmassen sehr geräumige Innenraum. Durch den kurzen Radstand war der Wendekreis sehr klein und durch die erhöhte Sitzposition war das Fahrzeug gut handhabbar.
Mit dem Modellwechsel von 1996 verschwand der Liteace von der europäischen Modellpalette Toyotas. In anderen Ländern wurden weiterhin Liteace verkauft, jedoch nicht mehr als Frontlenker, sondern mit Motorhaube.

## Übersicht
| Toyota LiteAce, TownAce, MasterAce Zeitleiste (Japan), 1970–heute | Toyota LiteAce, TownAce, MasterAce Zeitleiste (Japan), 1970–heute | Toyota LiteAce, TownAce, MasterAce Zeitleiste (Japan), 1970–heute | Toyota LiteAce, TownAce, MasterAce Zeitleiste (Japan), 1970–heute | Toyota LiteAce, TownAce, MasterAce Zeitleiste (Japan), 1970–heute | Toyota LiteAce, TownAce, MasterAce Zeitleiste (Japan), 1970–heute | Toyota LiteAce, TownAce, MasterAce Zeitleiste (Japan), 1970–heute | Toyota LiteAce, TownAce, MasterAce Zeitleiste (Japan), 1970–heute | Toyota LiteAce, TownAce, MasterAce Zeitleiste (Japan), 1970–heute | Toyota LiteAce, TownAce, MasterAce Zeitleiste (Japan), 1970–heute | Toyota LiteAce, TownAce, MasterAce Zeitleiste (Japan), 1970–heute | Toyota LiteAce, TownAce, MasterAce Zeitleiste (Japan), 1970–heute | Toyota LiteAce, TownAce, MasterAce Zeitleiste (Japan), 1970–heute | Toyota LiteAce, TownAce, MasterAce Zeitleiste (Japan), 1970–heute | Toyota LiteAce, TownAce, MasterAce Zeitleiste (Japan), 1970–heute | Toyota LiteAce, TownAce, MasterAce Zeitleiste (Japan), 1970–heute | Toyota LiteAce, TownAce, MasterAce Zeitleiste (Japan), 1970–heute | Toyota LiteAce, TownAce, MasterAce Zeitleiste (Japan), 1970–heute | Toyota LiteAce, TownAce, MasterAce Zeitleiste (Japan), 1970–heute | Toyota LiteAce, TownAce, MasterAce Zeitleiste (Japan), 1970–heute | Toyota LiteAce, TownAce, MasterAce Zeitleiste (Japan), 1970–heute | Toyota LiteAce, TownAce, MasterAce Zeitleiste (Japan), 1970–heute | Toyota LiteAce, TownAce, MasterAce Zeitleiste (Japan), 1970–heute | Toyota LiteAce, TownAce, MasterAce Zeitleiste (Japan), 1970–heute | Toyota LiteAce, TownAce, MasterAce Zeitleiste (Japan), 1970–heute | Toyota LiteAce, TownAce, MasterAce Zeitleiste (Japan), 1970–heute | Toyota LiteAce, TownAce, MasterAce Zeitleiste (Japan), 1970–heute | Toyota LiteAce, TownAce, MasterAce Zeitleiste (Japan), 1970–heute | Toyota LiteAce, TownAce, MasterAce Zeitleiste (Japan), 1970–heute | Toyota LiteAce, TownAce, MasterAce Zeitleiste (Japan), 1970–heute | Toyota LiteAce, TownAce, MasterAce Zeitleiste (Japan), 1970–heute | Toyota LiteAce, TownAce, MasterAce Zeitleiste (Japan), 1970–heute | Toyota LiteAce, TownAce, MasterAce Zeitleiste (Japan), 1970–heute | Toyota LiteAce, TownAce, MasterAce Zeitleiste (Japan), 1970–heute | Toyota LiteAce, TownAce, MasterAce Zeitleiste (Japan), 1970–heute | Toyota LiteAce, TownAce, MasterAce Zeitleiste (Japan), 1970–heute | Toyota LiteAce, TownAce, MasterAce Zeitleiste (Japan), 1970–heute | Toyota LiteAce, TownAce, MasterAce Zeitleiste (Japan), 1970–heute | Toyota LiteAce, TownAce, MasterAce Zeitleiste (Japan), 1970–heute | Toyota LiteAce, TownAce, MasterAce Zeitleiste (Japan), 1970–heute | Toyota LiteAce, TownAce, MasterAce Zeitleiste (Japan), 1970–heute | Toyota LiteAce, TownAce, MasterAce Zeitleiste (Japan), 1970–heute | Toyota LiteAce, TownAce, MasterAce Zeitleiste (Japan), 1970–heute | Toyota LiteAce, TownAce, MasterAce Zeitleiste (Japan), 1970–heute | Toyota LiteAce, TownAce, MasterAce Zeitleiste (Japan), 1970–heute | Toyota LiteAce, TownAce, MasterAce Zeitleiste (Japan), 1970–heute | Toyota LiteAce, TownAce, MasterAce Zeitleiste (Japan), 1970–heute | Toyota LiteAce, TownAce, MasterAce Zeitleiste (Japan), 1970–heute | Toyota LiteAce, TownAce, MasterAce Zeitleiste (Japan), 1970–heute | Toyota LiteAce, TownAce, MasterAce Zeitleiste (Japan), 1970–heute | Toyota LiteAce, TownAce, MasterAce Zeitleiste (Japan), 1970–heute | Toyota LiteAce, TownAce, MasterAce Zeitleiste (Japan), 1970–heute | Toyota LiteAce, TownAce, MasterAce Zeitleiste (Japan), 1970–heute | Toyota LiteAce, TownAce, MasterAce Zeitleiste (Japan), 1970–heute | Toyota LiteAce, TownAce, MasterAce Zeitleiste (Japan), 1970–heute | Toyota LiteAce, TownAce, MasterAce Zeitleiste (Japan), 1970–heute | Toyota LiteAce, TownAce, MasterAce Zeitleiste (Japan), 1970–heute | Toyota LiteAce, TownAce, MasterAce Zeitleiste (Japan), 1970–heute | Toyota LiteAce, TownAce, MasterAce Zeitleiste (Japan), 1970–heute | Toyota LiteAce, TownAce, MasterAce Zeitleiste (Japan), 1970–heute | Toyota LiteAce, TownAce, MasterAce Zeitleiste (Japan), 1970–heute | Toyota LiteAce, TownAce, MasterAce Zeitleiste (Japan), 1970–heute | Toyota LiteAce, TownAce, MasterAce Zeitleiste (Japan), 1970–heute | Toyota LiteAce, TownAce, MasterAce Zeitleiste (Japan), 1970–heute | Toyota LiteAce, TownAce, MasterAce Zeitleiste (Japan), 1970–heute | Toyota LiteAce, TownAce, MasterAce Zeitleiste (Japan), 1970–heute | Toyota LiteAce, TownAce, MasterAce Zeitleiste (Japan), 1970–heute | Toyota LiteAce, TownAce, MasterAce Zeitleiste (Japan), 1970–heute | Toyota LiteAce, TownAce, MasterAce Zeitleiste (Japan), 1970–heute | Toyota LiteAce, TownAce, MasterAce Zeitleiste (Japan), 1970–heute | Toyota LiteAce, TownAce, MasterAce Zeitleiste (Japan), 1970–heute | Toyota LiteAce, TownAce, MasterAce Zeitleiste (Japan), 1970–heute | Toyota LiteAce, TownAce, MasterAce Zeitleiste (Japan), 1970–heute | Toyota LiteAce, TownAce, MasterAce Zeitleiste (Japan), 1970–heute | Toyota LiteAce, TownAce, MasterAce Zeitleiste (Japan), 1970–heute | Toyota LiteAce, TownAce, MasterAce Zeitleiste (Japan), 1970–heute | Toyota LiteAce, TownAce, MasterAce Zeitleiste (Japan), 1970–heute | Toyota LiteAce, TownAce, MasterAce Zeitleiste (Japan), 1970–heute | Toyota LiteAce, TownAce, MasterAce Zeitleiste (Japan), 1970–heute | Toyota LiteAce, TownAce, MasterAce Zeitleiste (Japan), 1970–heute | Toyota LiteAce, TownAce, MasterAce Zeitleiste (Japan), 1970–heute | Toyota LiteAce, TownAce, MasterAce Zeitleiste (Japan), 1970–heute | Toyota LiteAce, TownAce, MasterAce Zeitleiste (Japan), 1970–heute | Toyota LiteAce, TownAce, MasterAce Zeitleiste (Japan), 1970–heute | Toyota LiteAce, TownAce, MasterAce Zeitleiste (Japan), 1970–heute | Toyota LiteAce, TownAce, MasterAce Zeitleiste (Japan), 1970–heute | Toyota LiteAce, TownAce, MasterAce Zeitleiste (Japan), 1970–heute | Toyota LiteAce, TownAce, MasterAce Zeitleiste (Japan), 1970–heute | Toyota LiteAce, TownAce, MasterAce Zeitleiste (Japan), 1970–heute | Toyota LiteAce, TownAce, MasterAce Zeitleiste (Japan), 1970–heute | Toyota LiteAce, TownAce, MasterAce Zeitleiste (Japan), 1970–heute | Toyota LiteAce, TownAce, MasterAce Zeitleiste (Japan), 1970–heute |
| ----------------------------------------------------------------- | ----------------------------------------------------------------- | ----------------------------------------------------------------- | ----------------------------------------------------------------- | ----------------------------------------------------------------- | ----------------------------------------------------------------- | ----------------------------------------------------------------- | ----------------------------------------------------------------- | ----------------------------------------------------------------- | ----------------------------------------------------------------- | ----------------------------------------------------------------- | ----------------------------------------------------------------- | ----------------------------------------------------------------- | ----------------------------------------------------------------- | ----------------------------------------------------------------- | ----------------------------------------------------------------- | ----------------------------------------------------------------- | ----------------------------------------------------------------- | ----------------------------------------------------------------- | ----------------------------------------------------------------- | ----------------------------------------------------------------- | ----------------------------------------------------------------- | ----------------------------------------------------------------- | ----------------------------------------------------------------- | ----------------------------------------------------------------- | ----------------------------------------------------------------- | ----------------------------------------------------------------- | ----------------------------------------------------------------- | ----------------------------------------------------------------- | ----------------------------------------------------------------- | ----------------------------------------------------------------- | ----------------------------------------------------------------- | ----------------------------------------------------------------- | ----------------------------------------------------------------- | ----------------------------------------------------------------- | ----------------------------------------------------------------- | ----------------------------------------------------------------- | ----------------------------------------------------------------- | ----------------------------------------------------------------- | ----------------------------------------------------------------- | ----------------------------------------------------------------- | ----------------------------------------------------------------- | ----------------------------------------------------------------- | ----------------------------------------------------------------- | ----------------------------------------------------------------- | ----------------------------------------------------------------- | ----------------------------------------------------------------- | ----------------------------------------------------------------- | ----------------------------------------------------------------- | ----------------------------------------------------------------- | ----------------------------------------------------------------- | ----------------------------------------------------------------- | ----------------------------------------------------------------- | ----------------------------------------------------------------- | ----------------------------------------------------------------- | ----------------------------------------------------------------- | ----------------------------------------------------------------- | ----------------------------------------------------------------- | ----------------------------------------------------------------- | ----------------------------------------------------------------- | ----------------------------------------------------------------- | ----------------------------------------------------------------- | ----------------------------------------------------------------- | ----------------------------------------------------------------- | ----------------------------------------------------------------- | ----------------------------------------------------------------- | ----------------------------------------------------------------- | ----------------------------------------------------------------- | ----------------------------------------------------------------- | ----------------------------------------------------------------- | ----------------------------------------------------------------- | ----------------------------------------------------------------- | ----------------------------------------------------------------- | ----------------------------------------------------------------- | ----------------------------------------------------------------- | ----------------------------------------------------------------- | ----------------------------------------------------------------- | ----------------------------------------------------------------- | ----------------------------------------------------------------- | ----------------------------------------------------------------- | ----------------------------------------------------------------- | ----------------------------------------------------------------- | ----------------------------------------------------------------- | ----------------------------------------------------------------- | ----------------------------------------------------------------- | ----------------------------------------------------------------- | ----------------------------------------------------------------- | ----------------------------------------------------------------- | ----------------------------------------------------------------- | ----------------------------------------------------------------- | ----------------------------------------------------------------- | ----------------------------------------------------------------- |
| Modell                                                            | Aufbau                                                            | 1970s                                                             | 1970s                                                             | 1970s                                                             | 1970s                                                             | 1970s                                                             | 1970s                                                             | 1970s                                                             | 1970s                                                             | 1970s                                                             | 1970s                                                             | 1970s                                                             | 1970s                                                             | 1970s                                                             | 1970s                                                             | 1970s                                                             | 1970s                                                             | 1970s                                                             | 1970s                                                             | 1970s                                                             | 1970s                                                             | 1980s                                                             | 1980s                                                             | 1980s                                                             | 1980s                                                             | 1980s                                                             | 1980s                                                             | 1980s                                                             | 1980s                                                             | 1980s                                                             | 1980s                                                             | 1980s                                                             | 1980s                                                             | 1980s                                                             | 1980s                                                             | 1980s                                                             | 1980s                                                             | 1980s                                                             | 1980s                                                             | 1980s                                                             | 1980s                                                             | 1990s                                                             | 1990s                                                             | 1990s                                                             | 1990s                                                             | 1990s                                                             | 1990s                                                             | 1990s                                                             | 1990s                                                             | 1990s                                                             | 1990s                                                             | 1990s                                                             | 1990s                                                             | 1990s                                                             | 1990s                                                             | 1990s                                                             | 1990s                                                             | 1990s                                                             | 1990s                                                             | 1990s                                                             | 1990s                                                             | 2000s                                                             | 2000s                                                             | 2000s                                                             | 2000s                                                             | 2000s                                                             | 2000s                                                             | 2000s                                                             | 2000s                                                             | 2000s                                                             | 2000s                                                             | 2000s                                                             | 2000s                                                             | 2000s                                                             | 2000s                                                             | 2000s                                                             | 2000s                                                             | 2000s                                                             | 2000s                                                             | 2000s                                                             | 2000s                                                             | 2010s                                                             | 2010s                                                             | 2010s                                                             | 2010s                                                             | 2010s                                                             | 2010s                                                             | 2010s                                                             | 2010s                                                             | 2010s                                                             | 2010s                                                             |
| Modell                                                            | Aufbau                                                            | 0                                                                 | 0                                                                 | 1                                                                 | 1                                                                 | 2                                                                 | 2                                                                 | 3                                                                 | 3                                                                 | 4                                                                 | 4                                                                 | 5                                                                 | 5                                                                 | 6                                                                 | 6                                                                 | 7                                                                 | 7                                                                 | 8                                                                 | 8                                                                 | 9                                                                 | 9                                                                 | 0                                                                 | 0                                                                 | 1                                                                 | 1                                                                 | 2                                                                 | 2                                                                 | 3                                                                 | 3                                                                 | 4                                                                 | 4                                                                 | 5                                                                 | 5                                                                 | 6                                                                 | 6                                                                 | 7                                                                 | 7                                                                 | 8                                                                 | 8                                                                 | 9                                                                 | 9                                                                 | 0                                                                 | 0                                                                 | 1                                                                 | 1                                                                 | 2                                                                 | 2                                                                 | 3                                                                 | 3                                                                 | 4                                                                 | 4                                                                 | 5                                                                 | 5                                                                 | 6                                                                 | 6                                                                 | 7                                                                 | 7                                                                 | 8                                                                 | 8                                                                 | 9                                                                 | 9                                                                 | 0                                                                 | 0                                                                 | 1                                                                 | 1                                                                 | 2                                                                 | 2                                                                 | 3                                                                 | 3                                                                 | 4                                                                 | 4                                                                 | 5                                                                 | 5                                                                 | 6                                                                 | 6                                                                 | 7                                                                 | 7                                                                 | 8                                                                 | 8                                                                 | 9                                                                 | 9                                                                 | 0                                                                 | 0                                                                 | 1                                                                 | 1                                                                 | 2                                                                 | 2                                                                 | 3                                                                 | 3                                                                 | 4                                                                 | 4                                                                 |
| LiteAce                                                           | Van                                                               |                                                                   |                                                                   |                                                                   | M10                                                               | M10                                                               | M10                                                               | M10                                                               | M10                                                               | M10                                                               | M10                                                               | M10                                                               | M10                                                               | M10                                                               | M10                                                               | M10                                                               | M10                                                               | M10                                                               | M10                                                               | M10                                                               | M20                                                               | M20                                                               | M20                                                               | M20                                                               | M20                                                               | M20                                                               | M20                                                               | M20                                                               | M20                                                               | M20                                                               | M20                                                               | M20                                                               | M30/M40                                                           | M30/M40                                                           | M30/M40                                                           | M30/M40                                                           | M30/M40                                                           | M30/M40                                                           | M30/M40                                                           | M30/M40                                                           | M30/M40                                                           | M30/M40                                                           | M30/M40                                                           | M30/M40                                                           | M30/M40                                                           | R20/R30 rebodied                                                  | R20/R30 rebodied                                                  | R20/R30 rebodied                                                  | R20/R30 rebodied                                                  | R20/R30 rebodied                                                  | R20/R30 rebodied                                                  | R20/R30 rebodied                                                  | R20/R30 rebodied                                                  | R20/R30 rebodied                                                  | R40/R50                                                           | R40/R50                                                           | R40/R50                                                           | R40/R50                                                           | R40/R50                                                           | R40/R50                                                           | R40/R50                                                           | R40/R50                                                           | R40/R50                                                           | R40/R50                                                           | R40/R50                                                           | R40/R50                                                           | R40/R50                                                           | R40/R50                                                           | R40/R50                                                           | R40/R50                                                           | R40/R50                                                           | R40/R50                                                           | R40/R50                                                           | R40/R50                                                           | R40/R50                                                           | R40/R50                                                           |                                                                   |                                                                   | S400                                                              | S400                                                              | S400                                                              | S400                                                              | S400                                                              | S400                                                              | S400                                                              | S400                                                              | S400                                                              | S400                                                              | S400                                                              | S400                                                              | S400                                                              |
| LiteAce                                                           | Truck                                                             |                                                                   | M10                                                               | M10                                                               | M10                                                               | M10                                                               | M10                                                               | M10                                                               | M10                                                               | M10                                                               | M10                                                               | M10                                                               | M10                                                               | M10                                                               | M10                                                               | M10                                                               | M10                                                               | M10                                                               | M10                                                               | M10                                                               | M20                                                               | M20                                                               | M20                                                               | M20                                                               | M20                                                               | M20                                                               | M20                                                               | M20                                                               | M20                                                               | M20                                                               | M20                                                               | M20                                                               | M20                                                               | M20                                                               | M50/M60/M70/M80                                                   | M50/M60/M70/M80                                                   | M50/M60/M70/M80                                                   | M50/M60/M70/M80                                                   | M50/M60/M70/M80                                                   | M50/M60/M70/M80                                                   | M50/M60/M70/M80                                                   | M50/M60/M70/M80                                                   | M50/M60/M70/M80                                                   | M50/M60/M70/M80                                                   | M50/M60/M70/M80                                                   | M50/M60/M70/M80                                                   | M50/M60/M70/M80                                                   | M50/M60/M70/M80                                                   | M50/M60/M70/M80                                                   | M50/M60/M70/M80                                                   | M50/M60/M70/M80                                                   | M50/M60/M70/M80                                                   | M50/M60/M70/M80                                                   | M50/M60/M70/M80                                                   | M50/M60/M70/M80                                                   | M50/M60/M70/M80                                                   | M50/M60/M70/M80                                                   | M50/M60/M70/M80                                                   | M50/M60/M70/M80                                                   | M50/M60/M70/M80                                                   | M50/M60/M70/M80                                                   | M50/M60/M70/M80                                                   | M50/M60/M70/M80                                                   | M50/M60/M70/M80                                                   | M50/M60/M70/M80                                                   | M50/M60/M70/M80                                                   | M50/M60/M70/M80                                                   | M50/M60/M70/M80                                                   | M50/M60/M70/M80                                                   | M50/M60/M70/M80                                                   | M50/M60/M70/M80                                                   | M50/M60/M70/M80                                                   | M50/M60/M70/M80                                                   | M50/M60/M70/M80                                                   | M50/M60/M70/M80                                                   | M50/M60/M70/M80                                                   |                                                                   |                                                                   | S400                                                              | S400                                                              | S400                                                              | S400                                                              | S400                                                              | S400                                                              | S400                                                              | S400                                                              | S400                                                              | S400                                                              | S400                                                              | S400                                                              | S400                                                              |
| TownAce                                                           | Van                                                               |                                                                   |                                                                   |                                                                   |                                                                   |                                                                   |                                                                   |                                                                   |                                                                   |                                                                   |                                                                   |                                                                   |                                                                   |                                                                   | R10                                                               | R10                                                               | R10                                                               | R10                                                               | R10                                                               | R10                                                               | R10                                                               | R10                                                               | R10                                                               | R10                                                               | R10                                                               | R10                                                               | R20/R30                                                           | R20/R30                                                           | R20/R30                                                           | R20/R30                                                           | R20/R30                                                           | R20/R30                                                           | R20/R30                                                           | R20/R30                                                           | R20/R30                                                           | R20/R30                                                           | R20/R30                                                           | R20/R30                                                           | R20/R30                                                           | R20/R30                                                           | R20/R30                                                           | R20/R30                                                           | R20/R30                                                           | R20/R30                                                           | R20/R30                                                           | R20/R30 rebodied                                                  | R20/R30 rebodied                                                  | R20/R30 rebodied                                                  | R20/R30 rebodied                                                  | R20/R30 rebodied                                                  | R20/R30 rebodied                                                  | R20/R30 rebodied                                                  | R20/R30 rebodied                                                  | R20/R30 rebodied                                                  | R40/R50                                                           | R40/R50                                                           | R40/R50                                                           | R40/R50                                                           | R40/R50                                                           | R40/R50                                                           | R40/R50                                                           | R40/R50                                                           | R40/R50                                                           | R40/R50                                                           | R40/R50                                                           | R40/R50                                                           | R40/R50                                                           | R40/R50                                                           | R40/R50                                                           | R40/R50                                                           | R40/R50                                                           | R40/R50                                                           | R40/R50                                                           | R40/R50                                                           | R40/R50                                                           | R40/R50                                                           |                                                                   |                                                                   | S400                                                              | S400                                                              | S400                                                              | S400                                                              | S400                                                              | S400                                                              | S400                                                              | S400                                                              | S400                                                              | S400                                                              | S400                                                              | S400                                                              | S400                                                              |
| TownAce                                                           | Truck                                                             |                                                                   |                                                                   |                                                                   |                                                                   |                                                                   |                                                                   |                                                                   |                                                                   |                                                                   |                                                                   |                                                                   |                                                                   |                                                                   |                                                                   |                                                                   |                                                                   |                                                                   | R10                                                               | R10                                                               | R10                                                               | R10                                                               | R10                                                               | R10                                                               | R10                                                               | R10                                                               | M20                                                               | M20                                                               | M20                                                               | M20                                                               | M20                                                               | M20                                                               | M20                                                               | M20                                                               | M50/M60/M70/M80                                                   | M50/M60/M70/M80                                                   | M50/M60/M70/M80                                                   | M50/M60/M70/M80                                                   | M50/M60/M70/M80                                                   | M50/M60/M70/M80                                                   | M50/M60/M70/M80                                                   | M50/M60/M70/M80                                                   | M50/M60/M70/M80                                                   | M50/M60/M70/M80                                                   | M50/M60/M70/M80                                                   | M50/M60/M70/M80                                                   | M50/M60/M70/M80                                                   | M50/M60/M70/M80                                                   | M50/M60/M70/M80                                                   | M50/M60/M70/M80                                                   | M50/M60/M70/M80                                                   | M50/M60/M70/M80                                                   | M50/M60/M70/M80                                                   | M50/M60/M70/M80                                                   | M50/M60/M70/M80                                                   | M50/M60/M70/M80                                                   | M50/M60/M70/M80                                                   | M50/M60/M70/M80                                                   | M50/M60/M70/M80                                                   | M50/M60/M70/M80                                                   | M50/M60/M70/M80                                                   | M50/M60/M70/M80                                                   | M50/M60/M70/M80                                                   | M50/M60/M70/M80                                                   | M50/M60/M70/M80                                                   | M50/M60/M70/M80                                                   | M50/M60/M70/M80                                                   | M50/M60/M70/M80                                                   | M50/M60/M70/M80                                                   | M50/M60/M70/M80                                                   | M50/M60/M70/M80                                                   | M50/M60/M70/M80                                                   | M50/M60/M70/M80                                                   | M50/M60/M70/M80                                                   | M50/M60/M70/M80                                                   | M50/M60/M70/M80                                                   |                                                                   |                                                                   | S400                                                              | S400                                                              | S400                                                              | S400                                                              | S400                                                              | S400                                                              | S400                                                              | S400                                                              | S400                                                              | S400                                                              | S400                                                              | S400                                                              | S400                                                              |
| MasterAce                                                         | Van                                                               |                                                                   |                                                                   |                                                                   |                                                                   |                                                                   |                                                                   |                                                                   |                                                                   |                                                                   |                                                                   |                                                                   |                                                                   |                                                                   |                                                                   |                                                                   |                                                                   |                                                                   |                                                                   |                                                                   |                                                                   |                                                                   |                                                                   |                                                                   |                                                                   |                                                                   | R20                                                               | R20                                                               | R20                                                               | R20                                                               | R20                                                               | R20                                                               | R20                                                               | R20                                                               | R20                                                               | R20                                                               | R20                                                               | R20                                                               | R20                                                               | R20                                                               | R20                                                               | R20                                                               | R20                                                               | R20                                                               | R20                                                               |                                                                   |                                                                   |                                                                   |                                                                   |                                                                   |                                                                   |                                                                   |                                                                   |                                                                   |                                                                   |                                                                   |                                                                   |                                                                   |                                                                   |                                                                   |                                                                   |                                                                   |                                                                   |                                                                   |                                                                   |                                                                   |                                                                   |                                                                   |                                                                   |                                                                   |                                                                   |                                                                   |                                                                   |                                                                   |                                                                   |                                                                   |                                                                   |                                                                   |                                                                   |                                                                   |                                                                   |                                                                   |                                                                   |                                                                   |                                                                   |                                                                   |                                                                   |                                                                   |                                                                   |                                                                   |                                                                   |
|                                                                   |                                                                   |                                                                   |                                                                   |                                                                   |                                                                   |                                                                   |                                                                   |                                                                   |                                                                   |                                                                   |                                                                   |                                                                   |                                                                   |                                                                   |                                                                   |                                                                   |                                                                   |                                                                   |                                                                   |                                                                   |                                                                   |                                                                   |                                                                   |                                                                   |                                                                   |                                                                   |                                                                   |                                                                   |                                                                   |                                                                   |                                                                   |                                                                   |                                                                   |                                                                   |                                                                   |                                                                   |                                                                   |                                                                   |                                                                   |                                                                   |                                                                   |                                                                   |                                                                   |                                                                   |                                                                   |                                                                   |                                                                   |                                                                   |                                                                   |                                                                   |                                                                   |                                                                   |                                                                   |                                                                   |                                                                   |                                                                   |                                                                   |                                                                   |                                                                   |                                                                   |                                                                   |                                                                   |                                                                   |                                                                   |                                                                   |                                                                   |                                                                   |                                                                   |                                                                   |                                                                   |                                                                   |                                                                   |                                                                   |                                                                   |                                                                   |                                                                   |                                                                   |                                                                   |                                                                   |                                                                   |                                                                   |                                                                   |                                                                   |                                                                   |                                                                   |                                                                   |                                                                   |                                                                   |                                                                   |                                                                   |                                                                   |
| Serie                                                             | Aufbau                                                            | 1970s                                                             | 1970s                                                             | 1970s                                                             | 1970s                                                             | 1970s                                                             | 1970s                                                             | 1970s                                                             | 1970s                                                             | 1970s                                                             | 1970s                                                             | 1970s                                                             | 1970s                                                             | 1970s                                                             | 1970s                                                             | 1970s                                                             | 1970s                                                             | 1970s                                                             | 1970s                                                             | 1970s                                                             | 1970s                                                             | 1980s                                                             | 1980s                                                             | 1980s                                                             | 1980s                                                             | 1980s                                                             | 1980s                                                             | 1980s                                                             | 1980s                                                             | 1980s                                                             | 1980s                                                             | 1980s                                                             | 1980s                                                             | 1980s                                                             | 1980s                                                             | 1980s                                                             | 1980s                                                             | 1980s                                                             | 1980s                                                             | 1980s                                                             | 1980s                                                             | 1990s                                                             | 1990s                                                             | 1990s                                                             | 1990s                                                             | 1990s                                                             | 1990s                                                             | 1990s                                                             | 1990s                                                             | 1990s                                                             | 1990s                                                             | 1990s                                                             | 1990s                                                             | 1990s                                                             | 1990s                                                             | 1990s                                                             | 1990s                                                             | 1990s                                                             | 1990s                                                             | 1990s                                                             | 1990s                                                             | 2000s                                                             | 2000s                                                             | 2000s                                                             | 2000s                                                             | 2000s                                                             | 2000s                                                             | 2000s                                                             | 2000s                                                             | 2000s                                                             | 2000s                                                             | 2000s                                                             | 2000s                                                             | 2000s                                                             | 2000s                                                             | 2000s                                                             | 2000s                                                             | 2000s                                                             | 2000s                                                             | 2000s                                                             | 2000s                                                             | 2010s                                                             | 2010s                                                             | 2010s                                                             | 2010s                                                             | 2010s                                                             | 2010s                                                             | 2010s                                                             | 2010s                                                             | 2010s                                                             | 2010s                                                             |
| Serie                                                             | Aufbau                                                            | 0                                                                 | 0                                                                 | 1                                                                 | 1                                                                 | 2                                                                 | 2                                                                 | 3                                                                 | 3                                                                 | 4                                                                 | 4                                                                 | 5                                                                 | 5                                                                 | 6                                                                 | 6                                                                 | 7                                                                 | 7                                                                 | 8                                                                 | 8                                                                 | 9                                                                 | 9                                                                 | 0                                                                 | 0                                                                 | 1                                                                 | 1                                                                 | 2                                                                 | 2                                                                 | 3                                                                 | 3                                                                 | 4                                                                 | 4                                                                 | 5                                                                 | 5                                                                 | 6                                                                 | 6                                                                 | 7                                                                 | 7                                                                 | 8                                                                 | 8                                                                 | 9                                                                 | 9                                                                 | 0                                                                 | 0                                                                 | 1                                                                 | 1                                                                 | 2                                                                 | 2                                                                 | 3                                                                 | 3                                                                 | 4                                                                 | 4                                                                 | 5                                                                 | 5                                                                 | 6                                                                 | 6                                                                 | 7                                                                 | 7                                                                 | 8                                                                 | 8                                                                 | 9                                                                 | 9                                                                 | 0                                                                 | 0                                                                 | 1                                                                 | 1                                                                 | 2                                                                 | 2                                                                 | 3                                                                 | 3                                                                 | 4                                                                 | 4                                                                 | 5                                                                 | 5                                                                 | 6                                                                 | 6                                                                 | 7                                                                 | 7                                                                 | 8                                                                 | 8                                                                 | 9                                                                 | 9                                                                 | 0                                                                 | 0                                                                 | 1                                                                 | 1                                                                 | 2                                                                 | 2                                                                 | 3                                                                 | 3                                                                 | 4                                                                 | 4                                                                 |
| M                                                                 | Van                                                               |                                                                   |                                                                   |                                                                   | LiteAce (M10)                                                     | LiteAce (M10)                                                     | LiteAce (M10)                                                     | LiteAce (M10)                                                     | LiteAce (M10)                                                     | LiteAce (M10)                                                     | LiteAce (M10)                                                     | LiteAce (M10)                                                     | LiteAce (M10)                                                     | LiteAce (M10)                                                     | LiteAce (M10)                                                     | LiteAce (M10)                                                     | LiteAce (M10)                                                     | LiteAce (M10)                                                     | LiteAce (M10)                                                     | LiteAce (M10)                                                     | LiteAce (M20)                                                     | LiteAce (M20)                                                     | LiteAce (M20)                                                     | LiteAce (M20)                                                     | LiteAce (M20)                                                     | LiteAce (M20)                                                     | LiteAce (M20)                                                     | LiteAce (M20)                                                     | LiteAce (M20)                                                     | LiteAce (M20)                                                     | LiteAce (M20)                                                     | LiteAce (M20)                                                     | LiteAce (M30/M40)                                                 | LiteAce (M30/M40)                                                 | LiteAce (M30/M40)                                                 | LiteAce (M30/M40)                                                 | LiteAce (M30/M40)                                                 | LiteAce (M30/M40)                                                 | LiteAce (M30/M40)                                                 | LiteAce (M30/M40)                                                 | LiteAce (M30/M40)                                                 | LiteAce (M30/M40)                                                 | LiteAce (M30/M40)                                                 | LiteAce (M30/M40)                                                 | LiteAce (M30/M40)                                                 |                                                                   |                                                                   |                                                                   |                                                                   |                                                                   |                                                                   |                                                                   |                                                                   |                                                                   |                                                                   |                                                                   |                                                                   |                                                                   |                                                                   |                                                                   |                                                                   |                                                                   |                                                                   |                                                                   |                                                                   |                                                                   |                                                                   |                                                                   |                                                                   |                                                                   |                                                                   |                                                                   |                                                                   |                                                                   |                                                                   |                                                                   |                                                                   |                                                                   |                                                                   |                                                                   |                                                                   |                                                                   |                                                                   |                                                                   |                                                                   |                                                                   |                                                                   |                                                                   |                                                                   |                                                                   |                                                                   |
| M                                                                 | Truck                                                             |                                                                   | LiteAce (M10)                                                     | LiteAce (M10)                                                     | LiteAce (M10)                                                     | LiteAce (M10)                                                     | LiteAce (M10)                                                     | LiteAce (M10)                                                     | LiteAce (M10)                                                     | LiteAce (M10)                                                     | LiteAce (M10)                                                     | LiteAce (M10)                                                     | LiteAce (M10)                                                     | LiteAce (M10)                                                     | LiteAce (M10)                                                     | LiteAce (M10)                                                     | LiteAce (M10)                                                     | LiteAce (M10)                                                     | LiteAce (M10)                                                     | LiteAce (M10)                                                     | LiteAce, TownAce (M20)                                            | LiteAce, TownAce (M20)                                            | LiteAce, TownAce (M20)                                            | LiteAce, TownAce (M20)                                            | LiteAce, TownAce (M20)                                            | LiteAce, TownAce (M20)                                            | LiteAce, TownAce (M20)                                            | LiteAce, TownAce (M20)                                            | LiteAce, TownAce (M20)                                            | LiteAce, TownAce (M20)                                            | LiteAce, TownAce (M20)                                            | LiteAce, TownAce (M20)                                            | LiteAce, TownAce (M20)                                            | LiteAce, TownAce (M20)                                            | LiteAce, TownAce (M50/M60/M70/M80)                                | LiteAce, TownAce (M50/M60/M70/M80)                                | LiteAce, TownAce (M50/M60/M70/M80)                                | LiteAce, TownAce (M50/M60/M70/M80)                                | LiteAce, TownAce (M50/M60/M70/M80)                                | LiteAce, TownAce (M50/M60/M70/M80)                                | LiteAce, TownAce (M50/M60/M70/M80)                                | LiteAce, TownAce (M50/M60/M70/M80)                                | LiteAce, TownAce (M50/M60/M70/M80)                                | LiteAce, TownAce (M50/M60/M70/M80)                                | LiteAce, TownAce (M50/M60/M70/M80)                                | LiteAce, TownAce (M50/M60/M70/M80)                                | LiteAce, TownAce (M50/M60/M70/M80)                                | LiteAce, TownAce (M50/M60/M70/M80)                                | LiteAce, TownAce (M50/M60/M70/M80)                                | LiteAce, TownAce (M50/M60/M70/M80)                                | LiteAce, TownAce (M50/M60/M70/M80)                                | LiteAce, TownAce (M50/M60/M70/M80)                                | LiteAce, TownAce (M50/M60/M70/M80)                                | LiteAce, TownAce (M50/M60/M70/M80)                                | LiteAce, TownAce (M50/M60/M70/M80)                                | LiteAce, TownAce (M50/M60/M70/M80)                                | LiteAce, TownAce (M50/M60/M70/M80)                                | LiteAce, TownAce (M50/M60/M70/M80)                                | LiteAce, TownAce (M50/M60/M70/M80)                                | LiteAce, TownAce (M50/M60/M70/M80)                                | LiteAce, TownAce (M50/M60/M70/M80)                                | LiteAce, TownAce (M50/M60/M70/M80)                                | LiteAce, TownAce (M50/M60/M70/M80)                                | LiteAce, TownAce (M50/M60/M70/M80)                                | LiteAce, TownAce (M50/M60/M70/M80)                                | LiteAce, TownAce (M50/M60/M70/M80)                                | LiteAce, TownAce (M50/M60/M70/M80)                                | LiteAce, TownAce (M50/M60/M70/M80)                                | LiteAce, TownAce (M50/M60/M70/M80)                                | LiteAce, TownAce (M50/M60/M70/M80)                                | LiteAce, TownAce (M50/M60/M70/M80)                                | LiteAce, TownAce (M50/M60/M70/M80)                                | LiteAce, TownAce (M50/M60/M70/M80)                                | LiteAce, TownAce (M50/M60/M70/M80)                                | LiteAce, TownAce (M50/M60/M70/M80)                                | LiteAce, TownAce (M50/M60/M70/M80)                                |                                                                   |                                                                   |                                                                   |                                                                   |                                                                   |                                                                   |                                                                   |                                                                   |                                                                   |                                                                   |                                                                   |                                                                   |                                                                   |                                                                   |                                                                   |
| R                                                                 | Van                                                               |                                                                   |                                                                   |                                                                   |                                                                   |                                                                   |                                                                   |                                                                   |                                                                   |                                                                   |                                                                   |                                                                   |                                                                   |                                                                   | TownAce (R10)                                                     | TownAce (R10)                                                     | TownAce (R10)                                                     | TownAce (R10)                                                     | TownAce (R10)                                                     | TownAce (R10)                                                     | TownAce (R10)                                                     | TownAce (R10)                                                     | TownAce (R10)                                                     | TownAce (R10)                                                     | TownAce (R10)                                                     | TownAce (R10)                                                     | TownAce, MasterAce (R20/R30)                                      | TownAce, MasterAce (R20/R30)                                      | TownAce, MasterAce (R20/R30)                                      | TownAce, MasterAce (R20/R30)                                      | TownAce, MasterAce (R20/R30)                                      | TownAce, MasterAce (R20/R30)                                      | TownAce, MasterAce (R20/R30)                                      | TownAce, MasterAce (R20/R30)                                      | TownAce, MasterAce (R20/R30)                                      | TownAce, MasterAce (R20/R30)                                      | TownAce, MasterAce (R20/R30)                                      | TownAce, MasterAce (R20/R30)                                      | TownAce, MasterAce (R20/R30)                                      | TownAce, MasterAce (R20/R30)                                      | TownAce, MasterAce (R20/R30)                                      | TownAce, MasterAce (R20/R30)                                      | TownAce, MasterAce (R20/R30)                                      | TownAce, MasterAce (R20/R30)                                      | TownAce, MasterAce (R20/R30)                                      | LiteAce, TownAce (R20/R30 rebodied)                               | LiteAce, TownAce (R20/R30 rebodied)                               | LiteAce, TownAce (R20/R30 rebodied)                               | LiteAce, TownAce (R20/R30 rebodied)                               | LiteAce, TownAce (R20/R30 rebodied)                               | LiteAce, TownAce (R20/R30 rebodied)                               | LiteAce, TownAce (R20/R30 rebodied)                               | LiteAce, TownAce (R20/R30 rebodied)                               | LiteAce, TownAce (R20/R30 rebodied)                               | LiteAce, TownAce (R40/R50)                                        | LiteAce, TownAce (R40/R50)                                        | LiteAce, TownAce (R40/R50)                                        | LiteAce, TownAce (R40/R50)                                        | LiteAce, TownAce (R40/R50)                                        | LiteAce, TownAce (R40/R50)                                        | LiteAce, TownAce (R40/R50)                                        | LiteAce, TownAce (R40/R50)                                        | LiteAce, TownAce (R40/R50)                                        | LiteAce, TownAce (R40/R50)                                        | LiteAce, TownAce (R40/R50)                                        | LiteAce, TownAce (R40/R50)                                        | LiteAce, TownAce (R40/R50)                                        | LiteAce, TownAce (R40/R50)                                        | LiteAce, TownAce (R40/R50)                                        | LiteAce, TownAce (R40/R50)                                        | LiteAce, TownAce (R40/R50)                                        | LiteAce, TownAce (R40/R50)                                        | LiteAce, TownAce (R40/R50)                                        | LiteAce, TownAce (R40/R50)                                        | LiteAce, TownAce (R40/R50)                                        | LiteAce, TownAce (R40/R50)                                        |                                                                   |                                                                   |                                                                   |                                                                   |                                                                   |                                                                   |                                                                   |                                                                   |                                                                   |                                                                   |                                                                   |                                                                   |                                                                   |                                                                   |                                                                   |
| R                                                                 | Truck                                                             |                                                                   |                                                                   |                                                                   |                                                                   |                                                                   |                                                                   |                                                                   |                                                                   |                                                                   |                                                                   |                                                                   |                                                                   |                                                                   |                                                                   |                                                                   |                                                                   |                                                                   | TownAce (R10)                                                     | TownAce (R10)                                                     | TownAce (R10)                                                     | TownAce (R10)                                                     | TownAce (R10)                                                     | TownAce (R10)                                                     | TownAce (R10)                                                     | TownAce (R10)                                                     |                                                                   |                                                                   |                                                                   |                                                                   |                                                                   |                                                                   |                                                                   |                                                                   |                                                                   |                                                                   |                                                                   |                                                                   |                                                                   |                                                                   |                                                                   |                                                                   |                                                                   |                                                                   |                                                                   |                                                                   |                                                                   |                                                                   |                                                                   |                                                                   |                                                                   |                                                                   |                                                                   |                                                                   |                                                                   |                                                                   |                                                                   |                                                                   |                                                                   |                                                                   |                                                                   |                                                                   |                                                                   |                                                                   |                                                                   |                                                                   |                                                                   |                                                                   |                                                                   |                                                                   |                                                                   |                                                                   |                                                                   |                                                                   |                                                                   |                                                                   |                                                                   |                                                                   |                                                                   |                                                                   |                                                                   |                                                                   |                                                                   |                                                                   |                                                                   |                                                                   |                                                                   |                                                                   |                                                                   |                                                                   |                                                                   |
| S                                                                 | Van                                                               |                                                                   |                                                                   |                                                                   |                                                                   |                                                                   |                                                                   |                                                                   |                                                                   |                                                                   |                                                                   |                                                                   |                                                                   |                                                                   |                                                                   |                                                                   |                                                                   |                                                                   |                                                                   |                                                                   |                                                                   |                                                                   |                                                                   |                                                                   |                                                                   |                                                                   |                                                                   |                                                                   |                                                                   |                                                                   |                                                                   |                                                                   |                                                                   |                                                                   |                                                                   |                                                                   |                                                                   |                                                                   |                                                                   |                                                                   |                                                                   |                                                                   |                                                                   |                                                                   |                                                                   |                                                                   |                                                                   |                                                                   |                                                                   |                                                                   |                                                                   |                                                                   |                                                                   |                                                                   |                                                                   |                                                                   |                                                                   |                                                                   |                                                                   |                                                                   |                                                                   |                                                                   |                                                                   |                                                                   |                                                                   |                                                                   |                                                                   |                                                                   |                                                                   |                                                                   |                                                                   |                                                                   |                                                                   |                                                                   |                                                                   |                                                                   |                                                                   |                                                                   | LiteAce, TownAce (S400)                                           | LiteAce, TownAce (S400)                                           | LiteAce, TownAce (S400)                                           | LiteAce, TownAce (S400)                                           | LiteAce, TownAce (S400)                                           | LiteAce, TownAce (S400)                                           | LiteAce, TownAce (S400)                                           | LiteAce, TownAce (S400)                                           | LiteAce, TownAce (S400)                                           | LiteAce, TownAce (S400)                                           | LiteAce, TownAce (S400)                                           | LiteAce, TownAce (S400)                                           | LiteAce, TownAce (S400)                                           |
| S                                                                 | Truck                                                             |                                                                   |                                                                   |                                                                   |                                                                   |                                                                   |                                                                   |                                                                   |                                                                   |                                                                   |                                                                   |                                                                   |                                                                   |                                                                   |                                                                   |                                                                   |                                                                   |                                                                   |                                                                   |                                                                   |                                                                   |                                                                   |                                                                   |                                                                   |                                                                   |                                                                   |                                                                   |                                                                   |                                                                   |                                                                   |                                                                   |                                                                   |                                                                   |                                                                   |                                                                   |                                                                   |                                                                   |                                                                   |                                                                   |                                                                   |                                                                   |                                                                   |                                                                   |                                                                   |                                                                   |                                                                   |                                                                   |                                                                   |                                                                   |                                                                   |                                                                   |                                                                   |                                                                   |                                                                   |                                                                   |                                                                   |                                                                   |                                                                   |                                                                   |                                                                   |                                                                   |                                                                   |                                                                   |                                                                   |                                                                   |                                                                   |                                                                   |                                                                   |                                                                   |                                                                   |                                                                   |                                                                   |                                                                   |                                                                   |                                                                   |                                                                   |                                                                   |                                                                   | LiteAce, TownAce (S400)                                           | LiteAce, TownAce (S400)                                           | LiteAce, TownAce (S400)                                           | LiteAce, TownAce (S400)                                           | LiteAce, TownAce (S400)                                           | LiteAce, TownAce (S400)                                           | LiteAce, TownAce (S400)                                           | LiteAce, TownAce (S400)                                           | LiteAce, TownAce (S400)                                           | LiteAce, TownAce (S400)                                           | LiteAce, TownAce (S400)                                           | LiteAce, TownAce (S400)                                           | LiteAce, TownAce (S400)                                           |

## Triva
Der erste Crashtest des ADACs war mit einem Auto des Modells Toyota LiteAce im März 1987. Es war ein Aufprall mit 48 km/h gegen eine starre Wand.